# Sergio Alaux
Sergio Ezequiel Alaux (Pigüé, Provincia de Buenos Aires; 22 de noviembre de 1976) es un piloto de automovilismo argentino. Reconocido a nivel nacional por su participación en el Turismo Carretera, debutó en el automovilismo en el año 1993 al subirse a un Fórmula Renault Argentina, previo paso por el karting, disciplina que desempeñó entre 1989 y 1992. Tras su paso por la Fórmula Renault, tuvo una incursión en Italia donde compitió en 1994 en el Trofeo Fisa Formula 2000 y en 1995 en Formula Europa Boxer. A su regreso al país continuó su carrera en las categorías Turismo internacional y Top Race. Debutó en el Turismo Carretera en el año 1997, corriendo algunas carreras a bordo de un Dodge GTX, sin embargo su primer triunfo lo obtendría en el año 2008 en el Autódromo Rosamonte de Posadas a bordo de un Chevrolet Chevy, marca a la que arribara en el año 2003, siendo uno de sus más destacados defensores. Con esta victoria, Alaux se convertiría en el ganador número 189 del historial del Turismo Carretera. Su padre, es el expiloto de TC Oscar Alaux, quien supiera brillar durante la década del 80 en la máxima categoría argentina, a bordo de una unidad Dodge GTX.
El día 5 de agosto de 2012, Sergio Alaux obtuvo victoria en la fecha del aniversario número 75 de la máxima categoría de automovilismo de velocidad de Argentina, al llevarse la competencia disputada en el Autódromo Oscar y Juan Gálvez de la Ciudad de Buenos Aires.

## Trayectoria
| Año  | Categoría                        | Marca                 |
| ---- | -------------------------------- | --------------------- |
| 1989 | Debut en Karting                 | -                     |
| 1990 | Karting                          | -                     |
| 1991 | Karting                          | -                     |
| 1992 | Karting                          | -                     |
| 1993 | Fórmula Renault Argentina        | Crespi - C1J Renault  |
| 1994 | Fórmula 2000 Italiana            | Dallara 394 Fiat      |
| 1995 | Fórmula Europa Boxer             | Tatuus Alfa Romeo     |
| 1997 | Debut en Turismo Carretera       | Dodge GTX             |
| 1997 | Turismo Internacional            | Alfa Romeo 146        |
| 1998 | Turismo Carretera                | Dodge Cherokee        |
| 1998 | Turismo Internacional            | Alfa Romeo 146        |
| 1999 | Turismo Carretera                | Dodge Cherokee        |
| 1999 | Top Race                         | Chrysler Neon         |
| 2000 | Turismo Carretera                | Ford Falcon           |
| 2000 | Top Race                         | Chrysler Neon         |
| 2001 | Turismo Carretera                | Ford Falcon           |
| 2002 | Turismo Carretera                | Ford Falcon           |
| 2003 | Turismo Carretera                | Chevrolet Chevy       |
| 2004 | Turismo Carretera                | Chevrolet Chevy       |
| 2005 | Turismo Carretera                | Chevrolet Chevy       |
| 2006 | Turismo Carretera                | Chevrolet Chevy       |
| 2007 | Turismo Carretera                | Chevrolet Chevy       |
| 2008 | Turismo Carretera                | Chevrolet Chevy       |
| 2008 | TRV6                             | Peugeot 407           |
| 2009 | Turismo Carretera                | Chevrolet Chevy       |
| 2009 | TRV6                             | Mercedes-Benz Clase C |
| 2010 | Turismo Carretera                | Chevrolet Chevy       |
| 2010 | Copa América 2010 de Top Race    | Volkswagen Passat V   |
| 2010 | Torneo Clausura 2010 de Top Race | Volkswagen Passat V   |
| 2011 | Turismo Carretera                | Chevrolet Chevy       |
| 2012 | Turismo Carretera                | Chevrolet Chevy       |
| 2012 | Invitado TC Mouras               | Dodge Cherokee        |

- [3]

### Trayectoria en Top Race
| Temporada            | Categoría   | Automóvil             | Equipo            | Posición         |
| -------------------- | ----------- | --------------------- | ----------------- | ---------------- |
| 2008                 | Top Race V6 | Peugeot 407           | Patagonia Racing  | 23 (46,5 puntos) |
| 2009                 | Top Race V6 | Mercedes-Benz Clase C | Azar Motorsport   | 16 (14 puntos)   |
| Copa América 2010    | Top Race V6 | Volkswagen Passat V   | Guidi Competición | 11 (62 puntos)   |
| Torneo Clausura 2010 | Top Race V6 | Volkswagen Passat V   | Guidi Competición | 16 (41 puntos)   |

### Victorias en Turismo Carretera
| N.º de carrera | Fecha      | Competencia         | Automóvil       | Promedio |
| -------------- | ---------- | ------------------- | --------------- | -------- |
| 1075           | 22/06/2008 | Autódromo Rosamonte | Chevrolet Chevy | 145,036  |
| 1141           | 05/08/2012 | GP 75 años de TC    | Chevrolet Chevy | 202,118  |